# Сан-Марино на літніх Олімпійських іграх 1972
Сан-Марино брало участь у Літніх Олімпійських іграх 1972 року у Мюнхені (ФРН), Але не завоювало жодної медалі. Спортсмени Сан-Марино брали участь у змаганнях з велоспорту та стрільби.

## Результати змагань

### Велоспорт
Чоловіки, Роздільні шосейні перегони
- Даніеле Чезарітті — не фінішував (→ без місця)

### Стрільба
Швидкий пістолет:
- Бруно Моррі — 570 очок (47-е місце).
- Роберто Таманьїні — знявся.

Дрібнокаліберна гвинтівка з трьох положень:
- Італо Казалі — 1026 очок (65-е місце).
- Ліберо Казалі — 997 очок (68-е місце).

Трап:
- Сільвано Раганіні — 186 очок (24-е місце).
- Гульєльмо Джузті — 175 очок (43-є місце).